# Artjom Beloesov
Artjom Vasiljevitsj Beloesov (Russisch: Артём Васильевич Белоусов) (1 oktober 1981) is een Kazachs schaatser. De geboren Rus kwam tot en met het seizoen 2009/10 uit voor Rusland.

## Biografie
Artjom Beloesov maakte zijn internationale schaatsdebuut bij een wereldbekerwedstrijd in november 2006. In december werd hij derde bij de NK allround (van Rusland), zijn enige podiumplaats bij deze kampioenschappen. In januari 2007 deed hij voor het eerst mee aan een internationaal kampioenschap. In Collalbo werd de Rus 20e bij het EK allround. Een week later won hij tijdens de Universiade zilver op zijn beste afstand, de 10.000 meter.
Kazachstan
Hier werd hij de nationaal allroundkampioen van 2010 en 2011. In 2011 nam hij deel aan het WK kwalificatietoernooi voor Aziatische landen voor de WK Allround, hij werd vijfde.
Schorsing
In 2011 werd Beloesov voor achttien maanden geschorst door de Internationale Schaatsunie voor het gebruik van tuaminoheptane bij de wereldbekerwedstrijden in Salt Lake City in februari 2011. Vanaf 18 augustus 2012 mag hij weer schaatsen.

## Persoonlijk records
| Afstand      | Tijd     | Datum            | Baan         |
| ------------ | -------- | ---------------- | ------------ |
| 500 meter    | 37,96    | 20 augustus 2007 | Kolomna      |
| 1000 meter   | 1.15,60  | 7 november 2008  | Tsjeljabinsk |
| 1500 meter   | 1.50,46  | 15 december 2007 | Kolomna      |
| 3000 meter   | 3.49,89  | 23 augustus 2008 | Hamar        |
| 5000 meter   | 6.27,89  | 17 november 2007 | Tsjeljabinsk |
| 10.000 meter | 13.22,21 | 2 december 2007  | Kolomna      |

## Resultaten
| Jaar | EK Allround | CK Azië | WK Afstanden          |
| ---- | ----------- | ------- | --------------------- |
| 2007 | NC20        |         | 19e 5000m DQ 10.000m  |
| 2008 |             |         | 18e 5000m 11e 10.000m |
|      |             |         |                       |
| 2011 |             | 5e      |                       |